# Crotalaria schinzii
Crotalaria schinzii är en ärtväxtart som beskrevs av Baker f.. Crotalaria schinzii ingår i släktet sunnhampor, och familjen ärtväxter. Inga underarter finns listade i Catalogue of Life.